# 応竜
応竜（おうりゅう）は、中国の古書『山海経』の中にあらわれる怪物である。竜の一種とされ、四霊の一種とされる。
中国神話では、帝王である黄帝に直属していた竜。4本足で蝙蝠ないし鷹のような翼があり、足には3本の指がある。天地を行き来することができる。また、水を蓄えて雨を降らせる能力があり、黄帝と蚩尤が争った時は、嵐を起こして黄帝の軍の応援をした。しかし蚩尤との争いで殺生を行ったため邪気を帯び、神々の住む天へ登ることができなくなり、以降は中国南方の地に棲んだという。このため、応竜のいる南方の地には雨が多いのに、それ以外の場所は旱魃に悩むようになったという。
『述異記』には、「泥水で育った蝮（まむし）は五百年にして蛟（雨竜）となり、蛟は千年にして竜（成竜）となり、竜は五百年にして角竜（かくりゅう）となり、角竜は千年にして応竜になり、年老いた応竜は黄竜と呼ばれる」とある。
『瑞応記』では、「黄竜は神の精、応竜は四竜の長」と記されている。四竜とは蒼竜（青竜）、赤龍（紅竜）、白竜、黒竜のこと。
応竜は天馬（麒麟）を生み、飛竜は鳳凰を生むといわれている。